# Кирби Рид
Кирби Рид — вымышленный персонаж из серии фильмов «Крик», созданный Кевином Уильямсоном и сыгранный актрисой Хайден Панеттьери. Впервые Кирби Рид появилась в фильме «Крик 4» (2011). Она снова появляется на фотоснимке («пасхальное яйцо») в пятом фильме под названием «Крик» (2022), подтверждающем её судьбу, и официально возвращается в следующем фильме «Крик 6» (2023).

## Образ персонажа
Персонаж является целью четвёртой серии убийств, совершённых Призрачным лицом, таинственным убийцей, который носит призрачную маску и чёрный плащ, чтобы преследовать Кирби и её друзей. В каждом фильме убийца предваряет нападение на своих жертв телефонными звонками с угрозами, демонстрируя глубокое знание их жизни. В дальнейшем одна или несколько из предполагаемых жертв могут оказаться убийцами.
Кирби Рид представлена как лучшая подруга Джилл (Эмма Робертс), юной кузины главной героини франшизы Сидни (Нив Кэмпбелл). С момента первой волны убийств в Вудсборо было всё спокойно до 2011 года, когда последовала вторая волна. Персонаж Панеттьер беспокоится о своём выживании после того, как не получила телефонный звонок, как её лучшие друзья. Персонаж скрупулёзно разбирается в жанре ужасов, и обладает саркастическим чувством юмора. Она проявляет интерес к коллеге-киноману Чарли Уокеру (Рори Калкин).
Изначально Кирби идеально вписывается в архетип «помощника», но к последнему акту перерастает его. К концу фильма она выходит на первый план и получает почти смертельное ранение. В четвёртом фильме она остаётся единственной неподтвержденной жертвой Призрачного Лица, что позволило подтвердить её спасение в пятой части — с помощью демонстрации фотографии, таким образом она стала «последней девушкой».

## Критика
Кирби называют «фаворитом фанатов» и выдающимся персонажем фильма.